# Margus Hunt

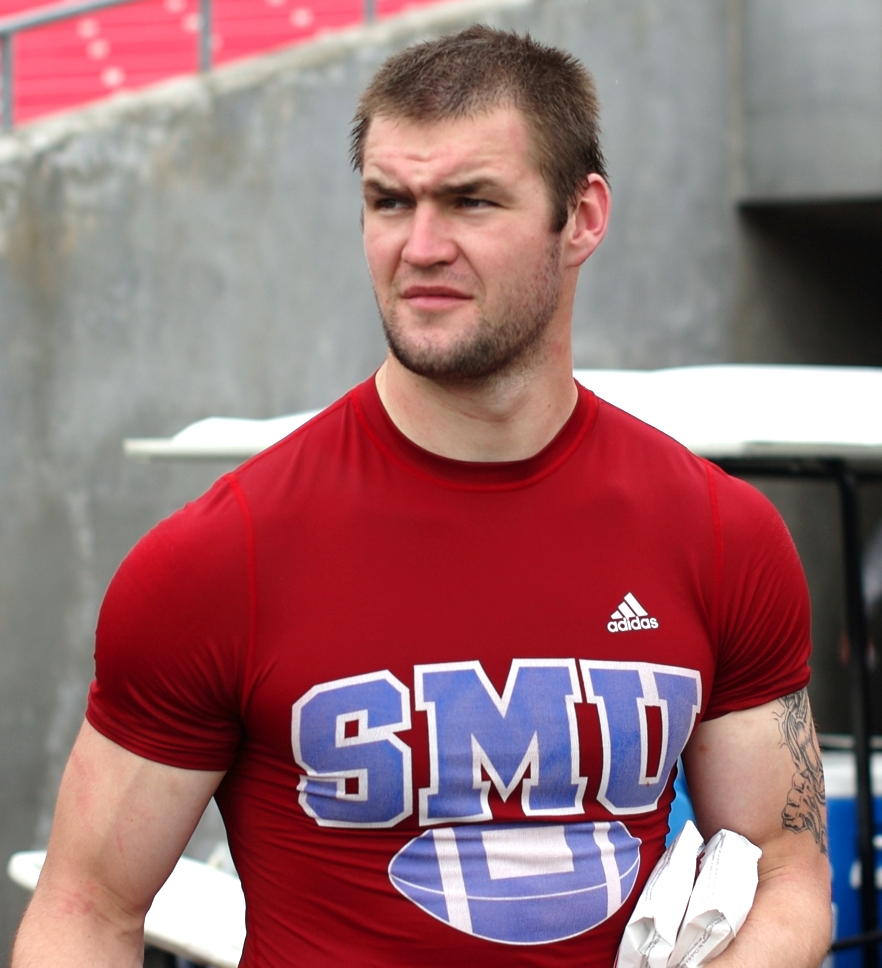
Margus Hunt, 2009

Margus Hunt, född 14 juli 1987 i Karksi-Nuia, Estland, är en amerikansk fotbollsspelare i NFL.  
Han har tidigare tävlat i diskus och kulstötning, innan han flyttade till USA och började spela collegefotboll. Han är före detta juniorvärldsrekordhållare i diskus. Hans personbästa i släggkastning är 64.87 meter, satt den 28 mars 2008 i Arlington, Texas. Hans personliga rekord i kula är 17.98, satt den 22 mars 2008 i Waco, Texas. 